# السلیمانیه
ال سلیمانیه یک منطقهٔ مسکونی در عربستان سعودی است که در استان مکه واقع شده‌است.